# Me Time : Enfin seul ?
Pour plus de détails, voir Fiche technique et Distribution.
Me Time : Enfin seul ? est un film américain réalisé par John Hamburg et sorti en 2022. Il est disponible depuis le 26 août 2022 sur Netflix,.

## Synopsis
Père au foyer, Sonny Fisher profite de l'absence de sa famille pour enfin passer des journées seul et tranquille, chose qu'il n'a pas pu faire depuis des années. Il va alors retrouver ses amis… très fêtards.

## Fiche technique
Sauf indication contraire, les informations mentionnées dans cette section peuvent être confirmées par les bases de données cinématographiques IMDb et Allociné,  présentes dans la section « Liens externes ».
- Titre français : Me Time : Enfin seul ?
- Titre original : Me Time
- Réalisation : John Hamburg
- Scénario : John Hamburg
- Musique : Jeff Cardoni
- Photographie : Kris Kachikis
- Montage : Melissa Bretherton
- Production : John Hamburg, Kevin Hart, Bryan Smiley
- Production déléguée : Patricia Braga, Joe Gatta, Lauren Hennessey, Mark Moran
- Sociétés de production : Netflix, Hartbeat Productions, Particular Pictures
- Société de distribution : Netflix
- Pays de production :  États-Unis
- Langue originale : anglais
- Genre : comédie
- Durée : 101 minutes
- Date de sortie :
  - Monde : 26 août 2022 (Netflix)

## Distribution
Sauf indication contraire, les informations mentionnées dans cette section peuvent être confirmées par les bases de données cinématographiques IMDb et Allociné,  présentes dans la section « Liens externes ».
- Kevin Hart (VF : Jean-Baptiste Anoumon) : Sonny Fisher
- Mark Wahlberg (VF : Bruno Choël) : Huck Dembo
- Regina Hall (VF : Annie Milon) : Maya Fisher
- Jimmy O. Yang (VF : Alexandre Nguyen) : Stan Berman
- Luis Gerardo Méndez (VF : Jérémy Bardeau) : Armando Zavala
- Andrew Santino (en) (VF : Laurent Morteau) : Alan Geller
- John Amos : Gil
- Anna Maria Horsford (VF : Maïk Darah) : Connie Hawkins
- Che Tafari (VF : Oscar Biavan) : Dashiell « Dash » Fisher
- Amentii Sledge (VF : Clara Soares) : Ava Fisher
- Tahj Mowry : Kabir
- Thomas Ochoa (VF : Axel Auriant): Dani
- Ilia Isorelýs Paulino (VF : Vanessa Van-Geneugden) : Thelma
- Seal : lui-même
  - Voix additionnelles : Frantz Confiac